# Чернещина (Краснокутский район)
Чернещина (укр. Чернещина) — село, Краснокутский поселковый совет, Краснокутский район,
Харьковская область.
Код КОАТУУ — 6323555104. Население по переписи 2001 года составляет 556 (250/306 м/ж) человек.

## Географическое положение
Село Чернещина находится на правом берегу реки Мерла,
выше по течению на расстоянии в 2 км расположено село Городнее,
ниже по течению примыкает пгт Краснокутск.
Село окружено большим лесным массивом (дуб).
Через село проходит автомобильная дорога Т-1701 (Т-1702).

## История
- 1799 — дата основания.

## Экономика
- Откормочный совхоз «Краснокутский».
- Насосная станция «Козиевка» цеха добычи нефти и газа № 5.

## Объекты социальной сферы
- Краснокутский профессиональный аграрный лицей.

## Достопримечательности
- Братская могила советских воинов. Похоронено 161 воин.
- Общезоологический заказник местного значения «Оберег». В заказнике представлен комплекс позвоночных, в том числе редких видов, занесенных в Европейский Красный список (выдра речная, деркач), в Красную книгу Украины (норка европейская, горностай, журавль серый) и 9 видов, которые требуют охраны в Харьковской области, среди них бобр речной, многочисленные поселения которого находятся на участке заплавы реки Мерла[1].